# Kshamenk
Kshamenk es una orca (Orcinus orca) macho capturada por el oceanario Mundo Marino en 1992, en las costas de la provincia de Buenos Aires, en Argentina con una edad biológica estimada de entre 32 a 34 años. Se estima que proviene de las costas de la Patagonia Norte.
Actualmente es la única orca que continúa en cautiverio en Sudamérica. Existen controversias por el modo en el que Mundo Marino capturó al animal y por las condiciones en las que vive.

## Controversias sobre su captura
La orca fue capturada en 1992 por el acuario Mundo Marino de San Clemente del Tuyú en las costas de la provincia de Buenos Aires, en Argentina con una edad biológica estimada de entre 32 a 34 años.
Según otra versión, en la maniobra de captura cuatro orcas fueron obligadas a nadar hacia la playa por embarcaciones del oceanario Mundo Marino SA, con una red extendida entre ellas. Las orcas quedaron encalladas en la arena permaneciendo allí durante varias horas. A un ejemplar demasiado grande y pesado, probablemente un macho adulto e incómodo de transportar, le fue permitido volver a su medio. Un segundo individuo murió durante el traslado y un tercero se estrelló contra las paredes de la pileta en la que fue introducida, intentando salir, y también murió.

## Cautiverio
Kshamenk se encuentra en cautiverio desde su captura que fue el 19 de noviembre de 1992 en el acuario Mundo Marino de San Clemente del Tuyú participando de distintos espectáculos que realiza el oceanario, y apareciendo en algunas películas y novelas. Allí conoció a una hembra llamada Belén que se encontraba allí desde el 6 de enero de 1988.
En 1998, Belén dio a luz a su cría muerta. Murió el 4 de febrero de 2000 se cree que por una infección renal (Mundo Marino no lo confirmó); en la necropsia se encontró que estaba preñada de 4 meses. Al momento de dar a luz su primera cría, Belén no llegaba a los 15 años de edad, que es la edad en la que las orcas suelen tener su primer embarazo. 
Desde entonces, Kshamenk se encuentra sin compañía de ejemplares de su misma especie y comparte su estanque con delfines mulares hembras nariz de botella: Floppy y  Clementina. 
Se estima que estado salvaje un macho de su misma especie tiene una expectativa de vida de 60 años. El promedio de vida en cautiverio es de 11 años.
Kshamenk fue capturado cuando tenía aproximadamente 5 años, y ha pasado los últimos 31 en cautividad. Actualmente tiene aproximadamente 36 años.
De acuerdo a la legislación argentina vigente en la materia,  Kshamenk, en tanto es un animal de la fauna silvestre autóctona nacido en libertad, no pertenece al acuario sino al Estado Nacional.
En el verano de 2011, los veterinarios de SeaWorld viajaron a Mundo Marino para recibir semen de una colección que ayudaron a realizar mientras estaban allí.  
- El 14 de febrero del 2013 Kshamenk tuvo un hijo vía inseminación artificial en la orca hembra Kasatka, dando a luz a  Makani, un macho.

- El 6 de diciembre se ese mismo año la hija de Kasatka, de nombre Takara (también fue inseminada) dio a luz a su hija  Kamea.

Desde su captura, Kshamenk ha estado viviendo en un tanque reducido de solo 12 metros de diámetro.

## Movimientos por los derechos de los animales
Desde la formación de la Agrupación DAM Derechos Animales Marinos www.derechosanimalesmarinos.com conformada por abogados, la Ong Proyecto Galgo Argentina, el Equipo Judicial Sandra, y activistas independientes, se logró que el activismo mundial creciera, reclamando por la liberación de Kshamenk. 
La Agrupación DAM Derechos Animales presentó un Amparo Colectivo en la Justicia Federal de Dolores, Provincia de Buenos Aires, por la salud de la orca Kshamenk y también un Proyecto de Ley en el Congreso de la Nación Argentina, bajo el número 4131-D-2023, que se encuentra ingresado en la Comisión de Legislación General y en la Comisión de Legislación Penal.   
Durante los últimos 32 años, Kshamenk ha sido la única orca en Mundo Marino, que nada continuamente en círculos en un tanque pequeño sin miembros de su propia especie con quienes vincularse. Si Mundo Marino no lo entrega a un verdadero santuario, donde pueda vivir el resto de su vida en un hábitat natural, es probable que Kshamenk corra la misma suerte que Milagro y Belén.

## Películas y novelas
Kshamenk fue protagonista de algunas novelas, shows de tv y una película:
- Nano: Una novela soñadora que trata de un entrenador de delfines, en Argentina salió al aire en 1992. Kshamenk y Belén hicieron su aparición repetidas veces.[5]
- Chiquititas: Apareció en 1996. Durante una excursión los protagonistas conocen Mundo Marino.
- Cebollitas: Casi en el mismo año que Chiquititas, el grupo hizo una excursión a Mundo Marino.
- Bahía Mágica de María Valentini: Coproducción entre Argentina y España filmada en Argentina, cuenta la historia de un barco cargado de desechos radioactivos, la película está hecha en 2D y es para los más pequeños.
- Videomatch: Anteriormente tenían una cámara oculta para hacerle creer a una persona que había ganado un viaje a Mundo Marino. La víctima viajaba a San Clemente del Tuyú para visitar el oceanario y los animales le hacían la vida imposible. Hubo interacciones en el agua con Kshamenk.